# Oswald Wenckebach
Ludwig Oswald Wenckebach (Heerlen, 16 juni 1895 – Noordwijkerhout, 3 november 1962) was een Nederlandse beeldhouwer, kunstschilder, illustrator, lithograaf, houtsnijder en medailleur. 

## Leven
Wenckebach was een zoon van de arts Karel Frederik Wenckebach en Catharina Hennij. Hij volgde de Kunstnijverheidsschool in Haarlem (1913-1915), waar hij les kreeg van onder anderen zijn oom Ludwig Willem Reymert Wenckebach en van Fredrik Theodorus Grabijn, en de Tekenacademie te Wenen (1915-1918). Daarna woonde en werkte hij in Noordwijk aan Zee, Schoorl en Noordwijkerhout. Wenckebach trouwde in 1919 met de textielkunstenares Louise Petronella Lau (1893-1967), uit dit huwelijk werden de -latere- kunstenaressen Loes van der Horst en Karla Wenckebach geboren. Na zijn scheiding van Lau trouwde hij in 1934 met Ems van der Hoeven.
In 1936 volgde hij Arend Odé op als buitengewoon hoogleraar aan de Technische Hogeschool Delft (TH) voor het onderwijs in boetseren en beeldhouwkunst, ondergebracht in de afdeling Bouwkunde. Hij hield hier een eigen atelier waarin diverse Nederlandse beeldhouwers hun opleiding kregen. Na de Tweede Wereldoorlog werd hij benoemd tot lid van de Centrale Commissie voor oorlogs- of vredesgedenktekens, die de minister van Onderwijs, Kunsten en Wetenschappen adviseerde over de plaatsing van oorlogsmonumenten.

## Werk

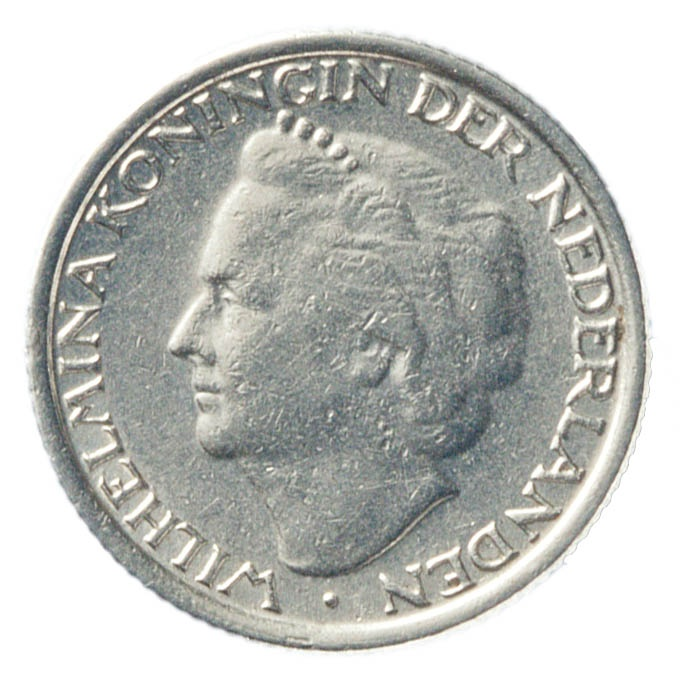
Dubbeltje met Wilhelmina, 1948

Aanvankelijk was Wenckebach actief als kunstschilder, lithograaf, etser en houtsnijder. Hij schilderde en tekende landschappen, etste en lithografeerde Bijbelse onderwerpen en maakte houtsnedes van onderwerpen uit de natuur. Voor uitgeverij J.B. Wolters illustreerde hij de schoolboekjesreeks Nieuwe Klanken. Hij maakte reizen naar Curaçao en Venezuela en verbleef enkele jaren in Griekenland, waar hij geïntrigeerd raakte door de antieke beeldhouwkunst. Op aandringen van John Rädecker bekwaamde hij zich in het beeldhouwen, waarop hij in 1920 al zijn andere werk vernietigde en verderging als beeldhouwer.
Wenckebachs stijl is vrij klassiek, pas in de jaren 50 ontwikkelde hij een meer eigen stijl. Hij werkte voornamelijk in steen en brons. Zijn meest bekende werk is Monsieur Jacques (1956), waarvan afgietsels staan bij de ingang van het Kröller-Müller Museum in Otterlo en aan de Coolsingel in Rotterdam. Hij maakte ook veel oorlogsmonumenten en portretten. Tevens was hij betrokken bij veel restauraties aan oude gebouwen, zoals de vervanging van het verweerde bouwbeeldhouwwerk aan het Stadhuis van Veere in 1932. Ook heeft Wenckebach een groot aantal legpenningen en munten ontworpen. Voor de Vereniging voor Penningkunst ontwierp hij bijvoorbeeld een penning met als onderwerp de Watersnood van 1953. Hij ontwierp de naoorlogse serie uit 1948 met de beeltenis van koningin Wilhelmina. Ook was hij de ontwerper van het Verzetskruis 1940-1945.

## Werken in de openbare ruimte

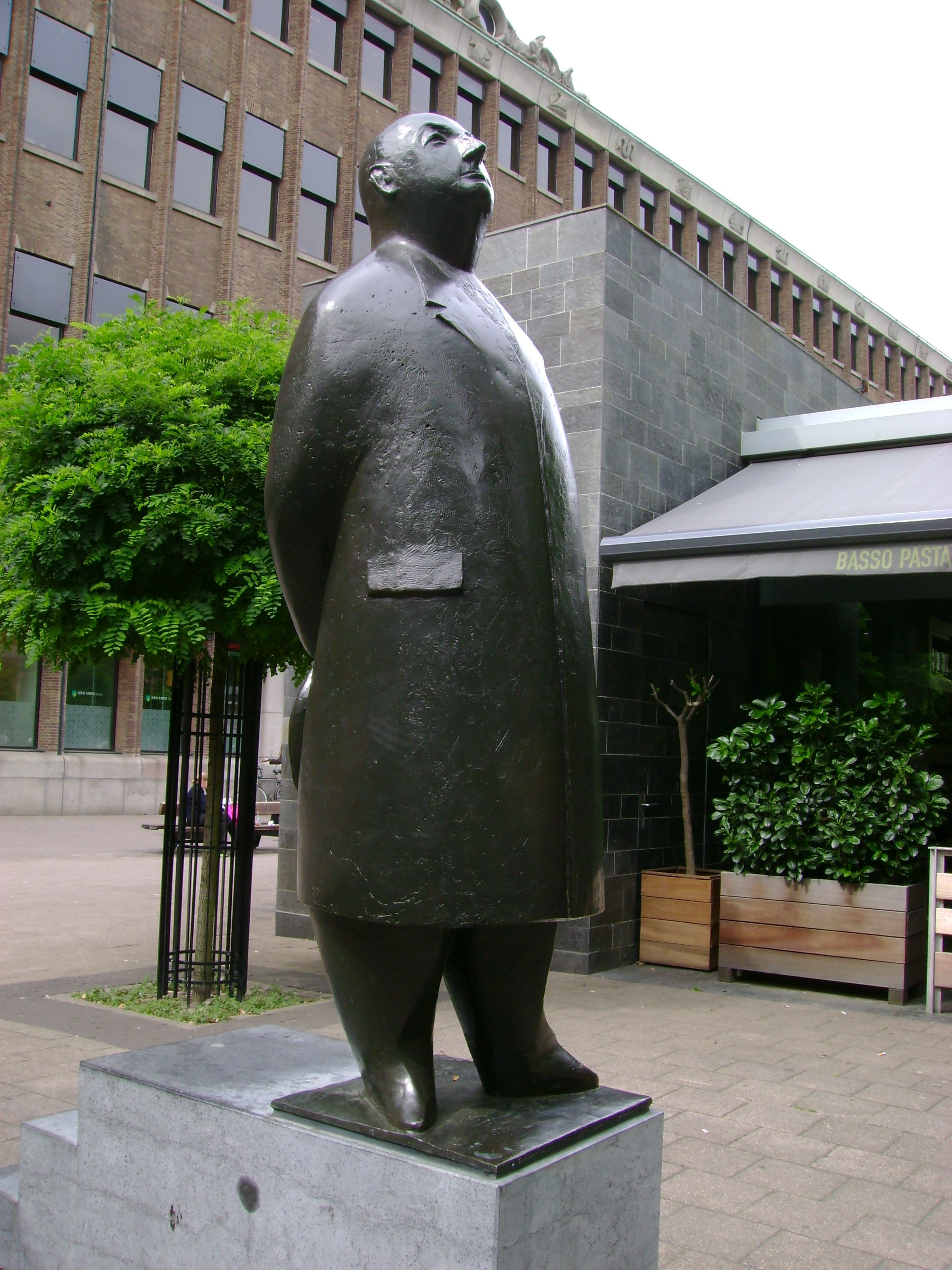
Monsieur Jacques, 1956, Rotterdam

- 1928 – Pickémonument, Noordwijk aan Zee, bakstenen ornament met bronzen tekstplaat en portretmedaillon
- 1930 – borstbeeld van Hippocrates, Hippocratespad LUMC-terrein, Leiden (onthulling 25 juni 1930)
- 1931 – monument Hendrik Lorentz, park Sonsbeek, Arnhem (onthulling 9 september 1931)
- 1935 – borstbeeld H.P. Berlage, Gemeentemuseum Den Haag (onthulling 29 mei 1935)
- 1935/1936 – Liggende vrouw, Selwerderhof, Groningen
- 1937 - Emma Monument Wassenaar. een zuil van kalksteen waarop twee kinderen zitten die ieder een schild met het wapen van Wassenaar vasthouden (onthulling 19 juni 1937)
- 1938? – bronzen beeld Joan Melchior Kemper (1776-1824), een van serie van zes beelden van rechtsgeleerden voor gebouw Hoge Raad der Nederlanden (eerst Plein, Den Haag, van 1988 tot 2016 op pleintje aan de Kazernestraat, thans Korte Voorhout)
- 1945 – bronzen urn in oorlogsmonument, Eerebegraafplaats Bloemendaal, Overveen (onthulling 27 november 1945)
- 1947 – gedenksteen verzetsstrijders Bech en Maier; Landgoed Offem, Noordwijk[4] (onthulling 8 november 1947)
- 1948 – natuurstenen oorlogsmonument (reliëf Sint-Joris en de draak), stadhuis Gouda (onthulling 4 mei 1948)
- 1948 – tufstenen oorlogsmonument (De Leeuw), W. de Zwijgerlaan/Zeeweg, Katwijk (onthulling 13 november 1948)
- 1948 – bevrijdingsmonument (pilaar met vogel), natuursteen, Koningin Astridboulevard, Noordwijk
- 1949 – oorlogsmonument (beeld Treurende vrouw), natuursteen, Westergracht, Haarlem
- 1949 – verzetsmonument (man met wapen), natuursteen, Burg. Visserpark, Alphen aan den Rijn (onthulling 4 mei 1949)
- 1949? – zandstenen oorlogsmonument, Herenweg, Noordwijkerhout
- 1950 – bronzen bevrijdingsmonument, Groenmarkt, Middelburg (onthulling 6 november 1950)
- 1951 – beeld Anton Philips, station, Eindhoven (onthulling 8 mei 1951)
- 1953 - marmer, borstbeeld van koningin Wilhelmina in Maracaibo, Venezuela[5]
- 1953 – bronzen beeld Prometheus, ter gelegenheid van honderdjarig bestaan van de Vereniging van Delftse ingenieurs, TU Delft, Julianalaan, Delft (sinds juni 2009 Mekelweg); in de nacht van 10 op 11 januari 2012 gestolen[6]
- 1954 – bronzen graaf Willem I van Holland, Koning Willem-Alexandergemaal, Katwijk
- 1954 – bronzen kandelaar in oorlogs- en bevrijdingsmonument, Stadhuisplein, Eindhoven (onthulling 18 september 1954)
- 1954 – beeld Johan van Oldenbarnevelt, brons, Lange Vijverberg, Den Haag (onthulling 14 oktober 1954)
- 1955 – beeld Rooms-koning Willem II, boven ingang Gistpoort, Middelburg
- 1956 – Monsieur Jacques, figuur uit beeldenreeks, brons, Kröller-Müller Museum, Otterlo (aangekocht in 1956), onderdeel geweest van Nederlandse inzending Wereldtentoonstelling 1958 Brussel; tweede afgietsel Coolsingel, Rotterdam (onthulling 18 mei 1959)[7]
- 1957 – De Spoetnikkijker, brons, Zocherpark ter hoogte van de Sonnenborgh, Utrecht
- 1958 – De student, entree hoofdgebouw TU Eindhoven, Eindhoven (Beeldenroute Technische Universiteit Eindhoven)
- 1959 – bronzen oorlogsmonument (beeld Sint-Joris en de draak), Martinikerkhof, Groningen (onthulling 23 maart 1959)
- 1961 – Cornelis Joppenszoon (ontdekker van de pot met hutspot tijdens Leidens ontzet, 1574), Kamerlingh Onnesplein, Leiden
- 1966[a] – beeld De drie springers, brons, Sportlaan, Gouda
- 1976[a] – borstbeeld Albert Verwey, Nieuwe Zeeweg/Prins Hendrikweg, Noordwijk aan Zee; dit borstbeeld is een (bronzen) kopie van een in de jaren 30 door Wenckebach gemaakte kop van Albert Verwey, die zich bevindt in het Museum Boijmans Van Beuningen te Rotterdam
- 2003[a] – beeld De Tegenslag, brons, Kerkplein, Meppel (in de volksmond De Gesjeesde Student)
- 2017[a] – beeld Jeugd (hurkende naakte man), sinds 19 december 2017 in Beeldenpark "De Havixhorst" te Meppel.[8]
- jaar onbekend – beeld De Wachtkamer bij het Irenehuis langs de Reest, te Meppel. (in de volksmond De Zittende Man)

## Fotogalerij

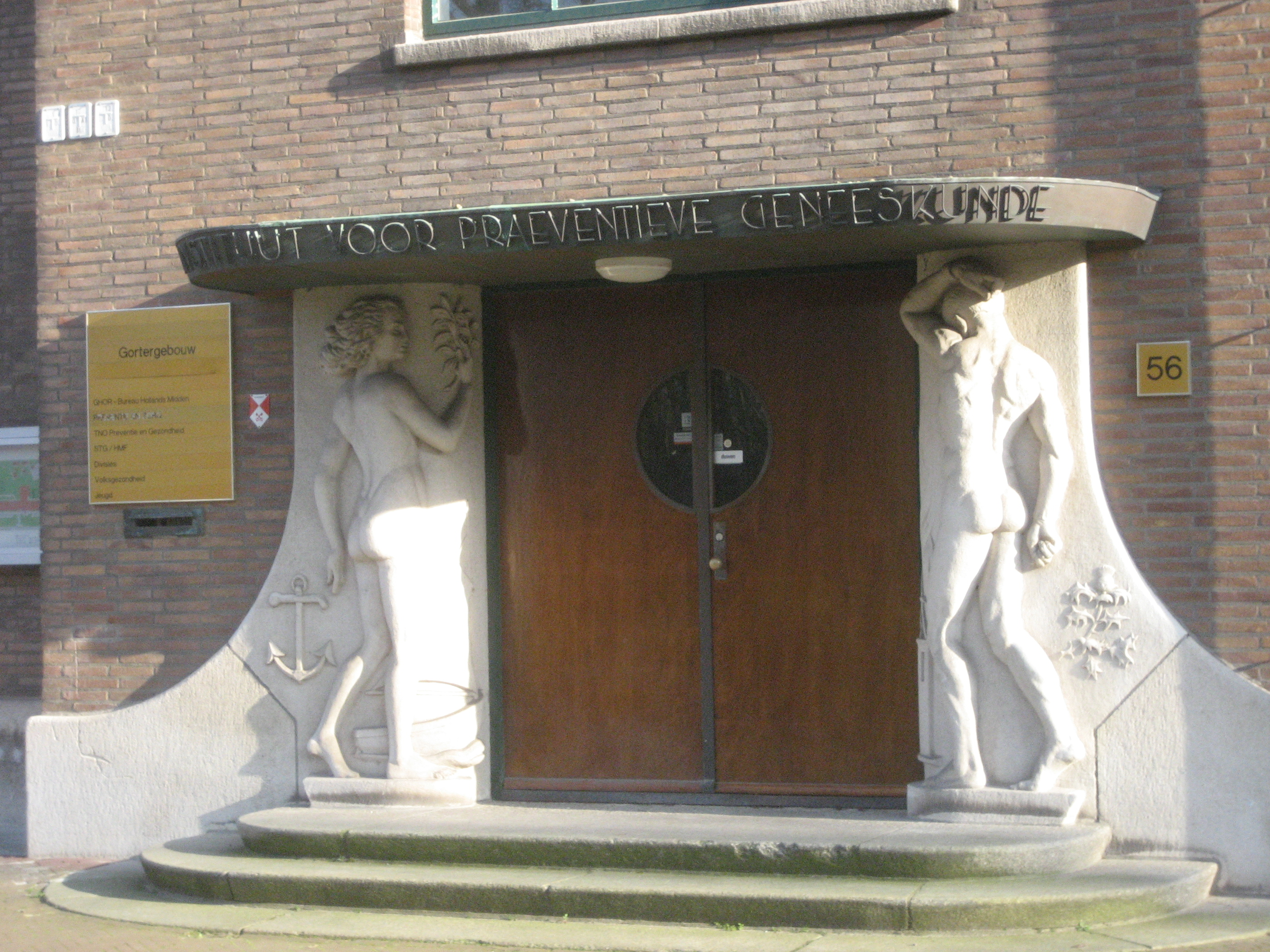
Hoop en Zorg, 1940, Gortergebouw, Leiden
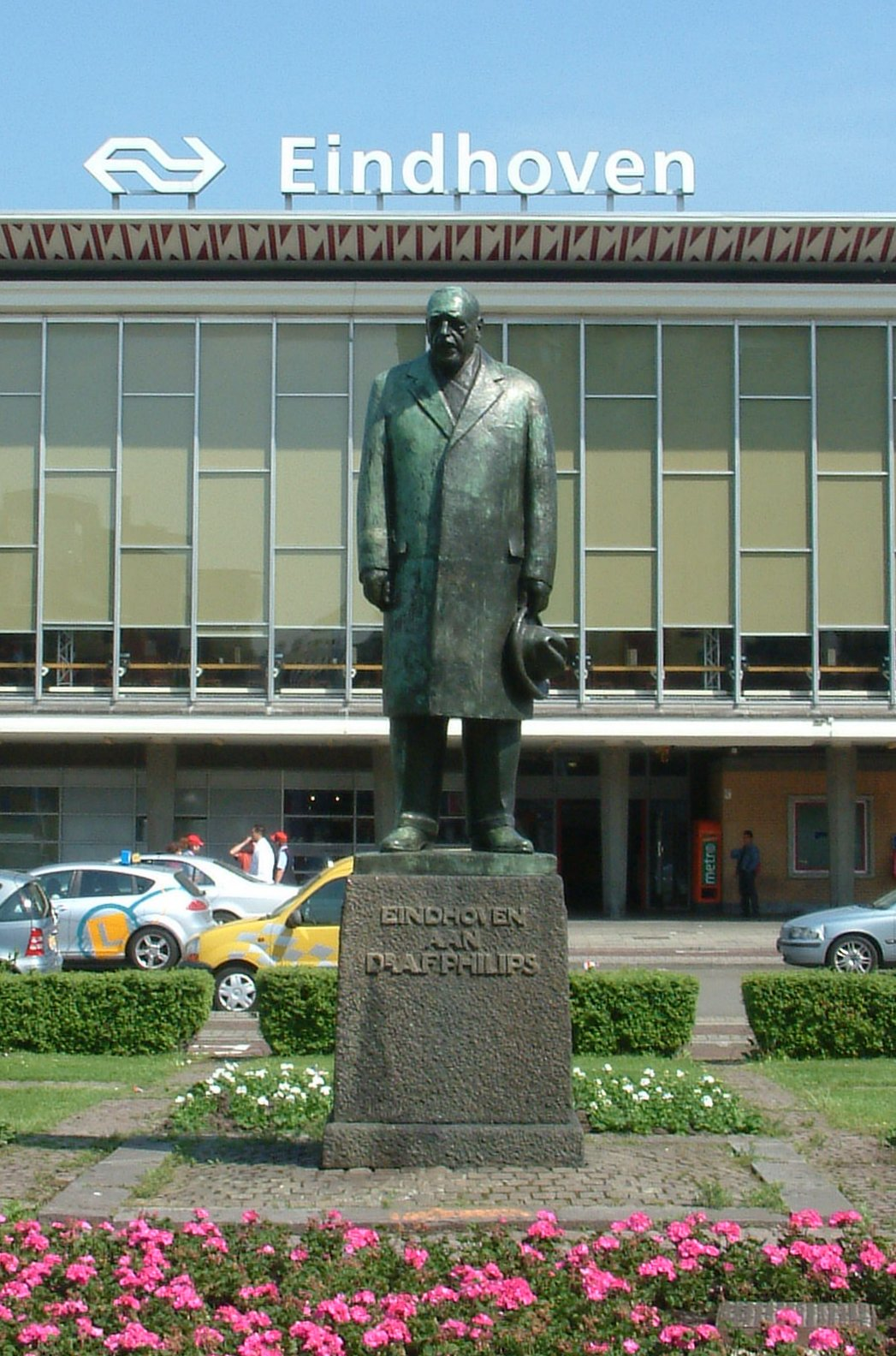
Anton Philips, 1951, Eindhoven
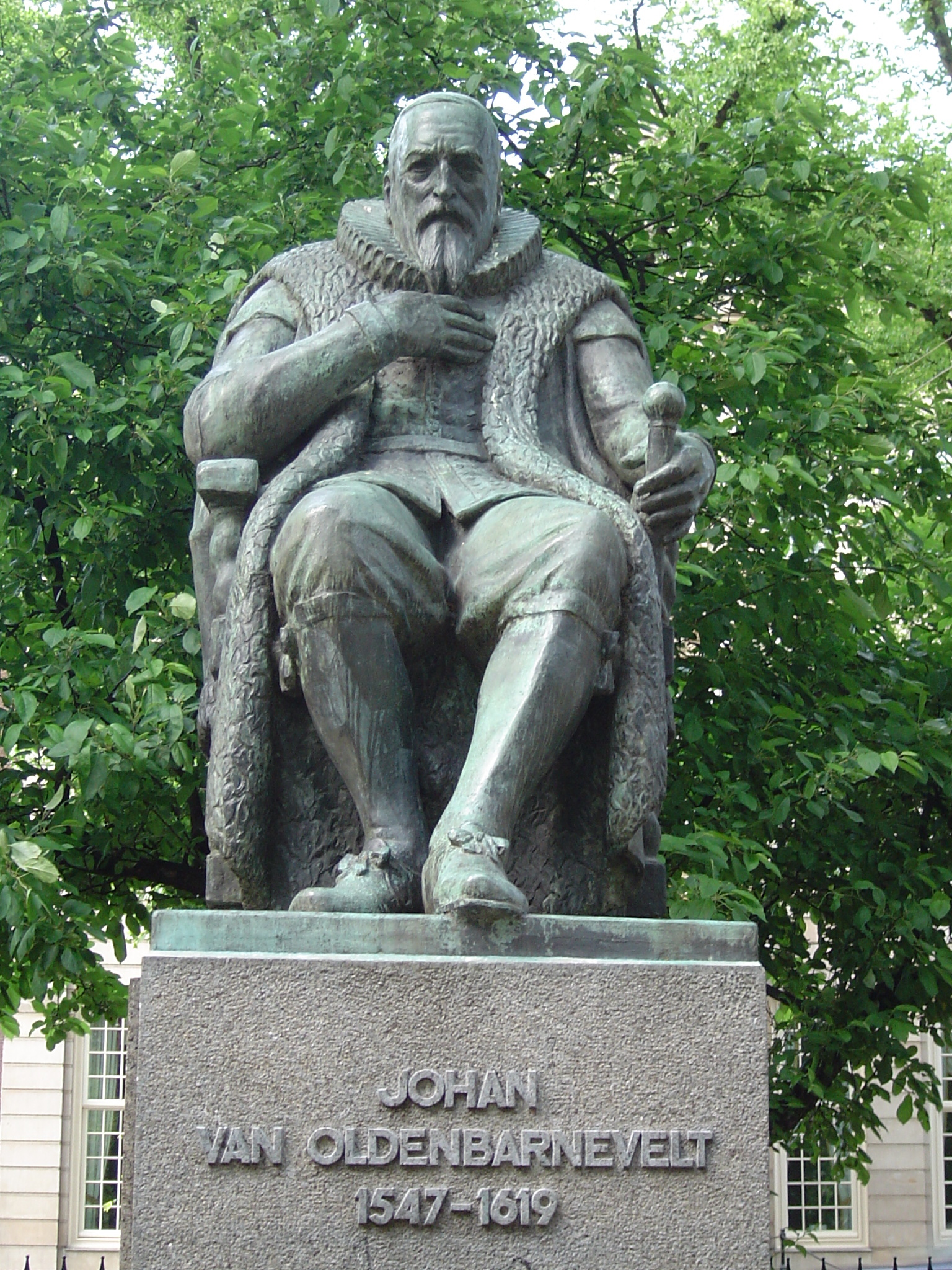
Johan van Oldenbarnevelt, 1954, Lange Vijverberg, Den Haag
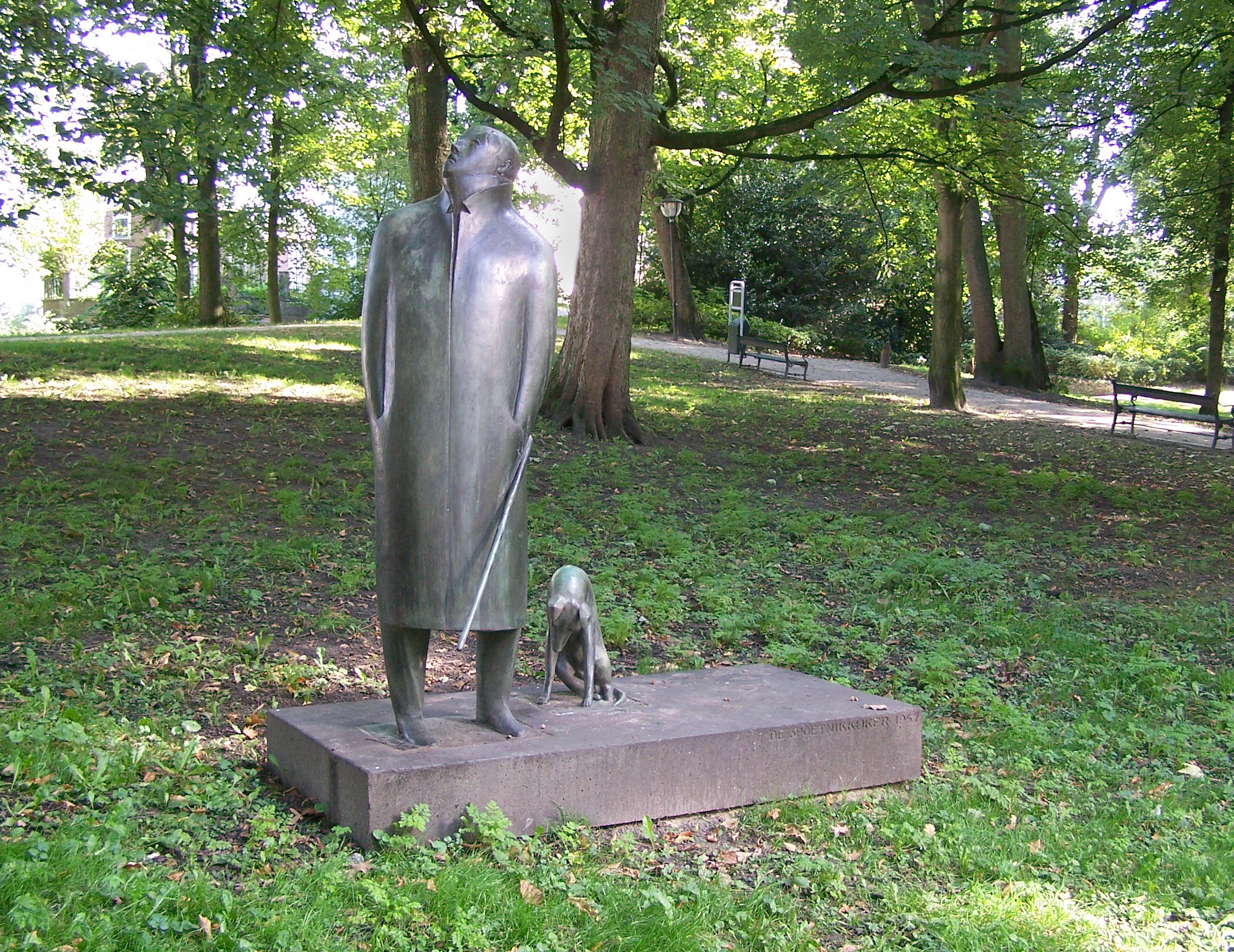
De spoetnikkijker, 1957, Utrecht
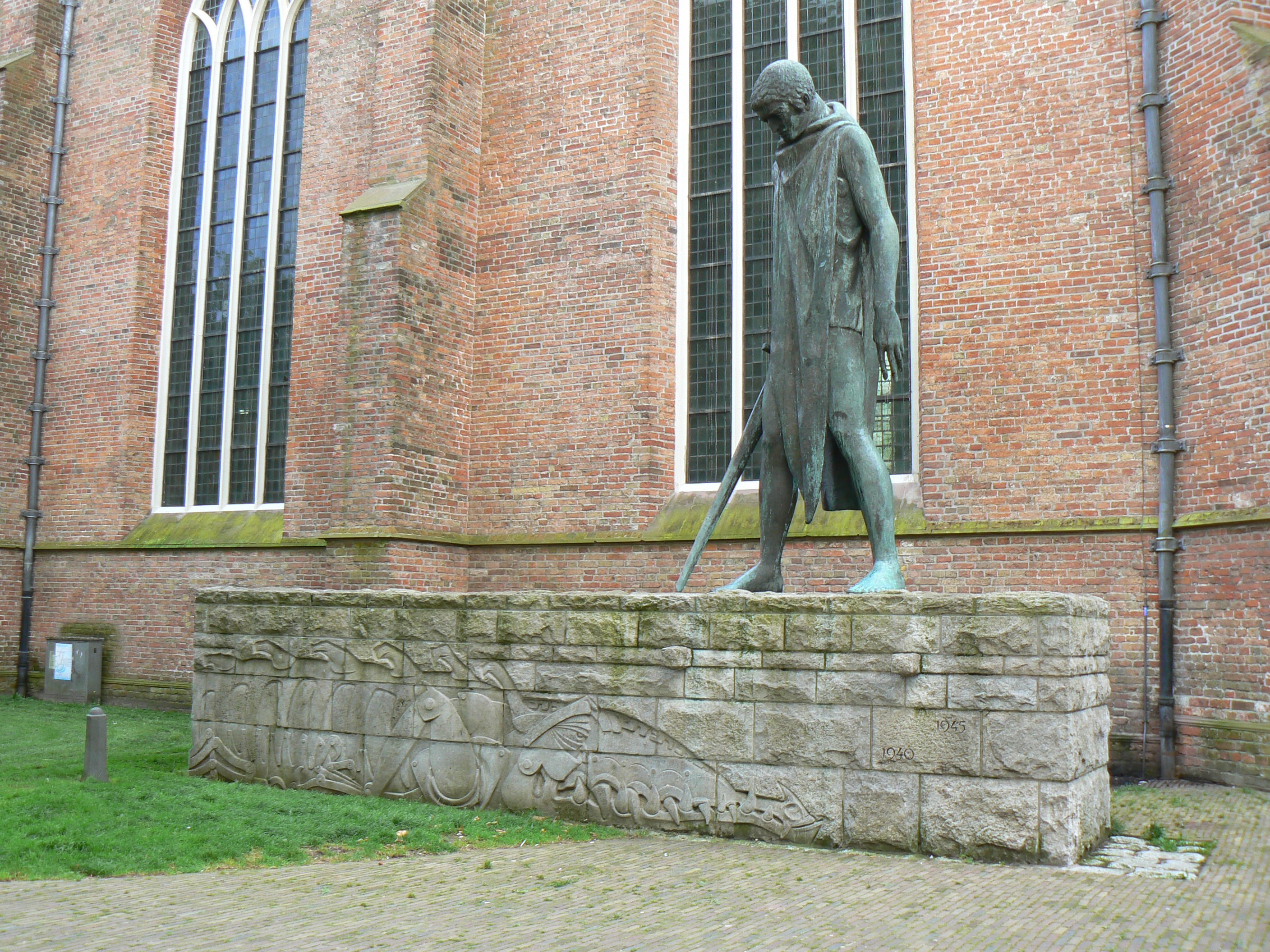
Sint-Joris en de draak, 1959, Groningen
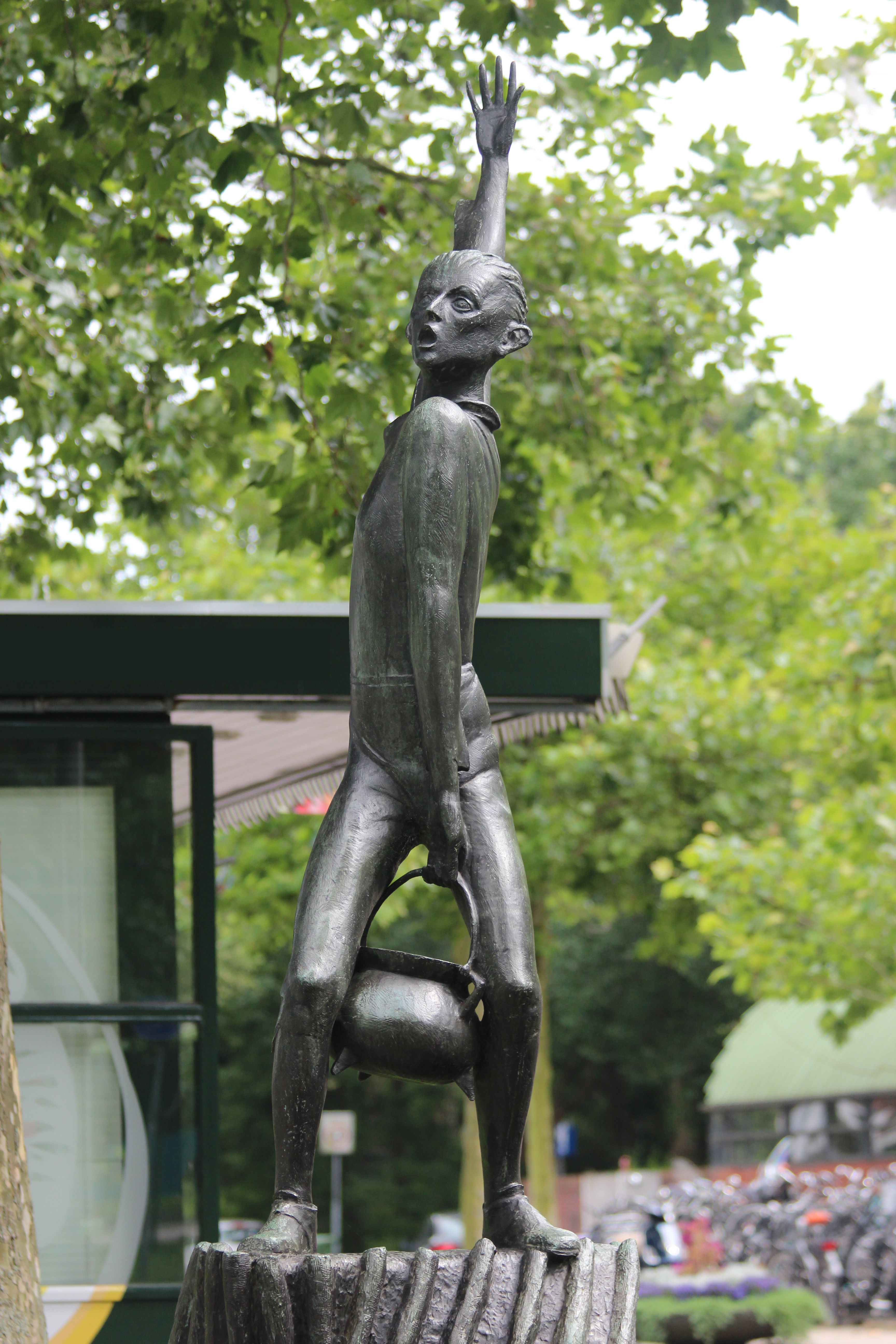
Cornelis Joppenszoon met de hutspot, 1961, Leiden
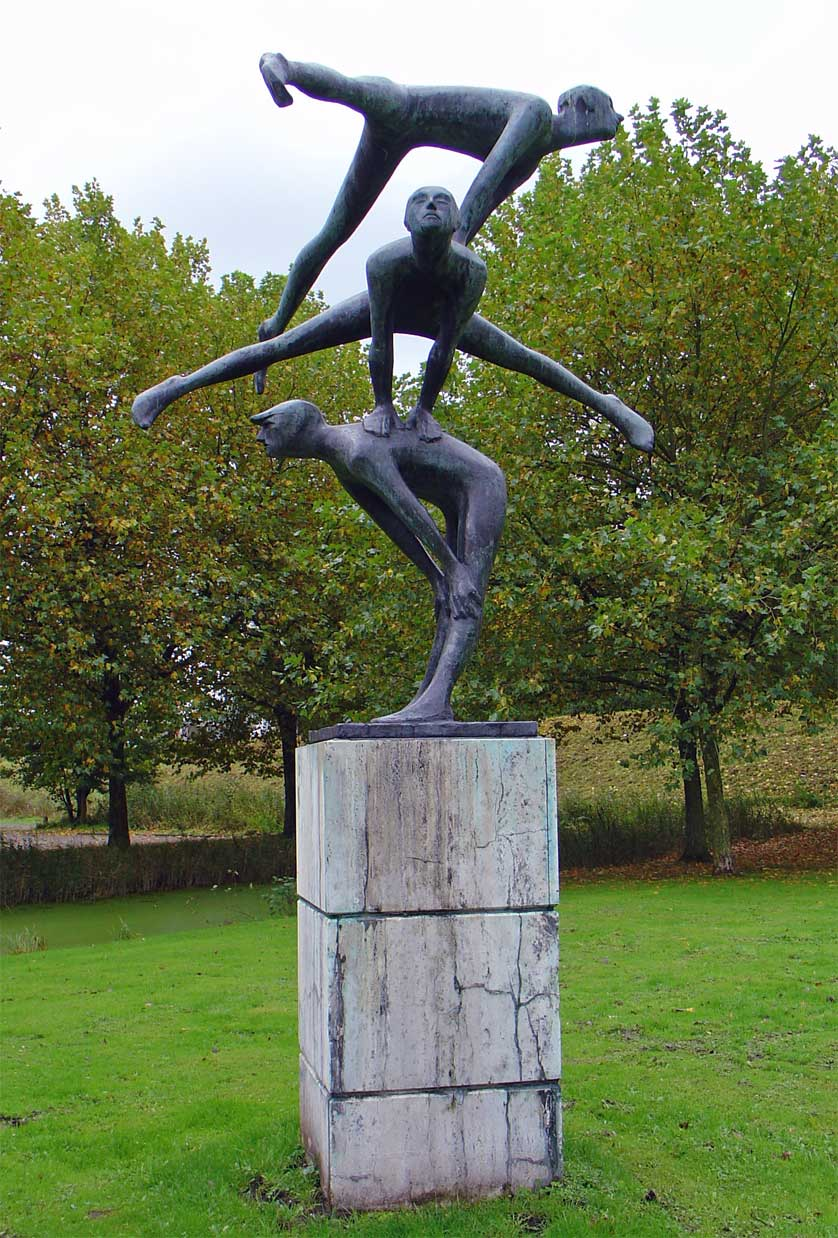
De drie springers, 1966, Gouda
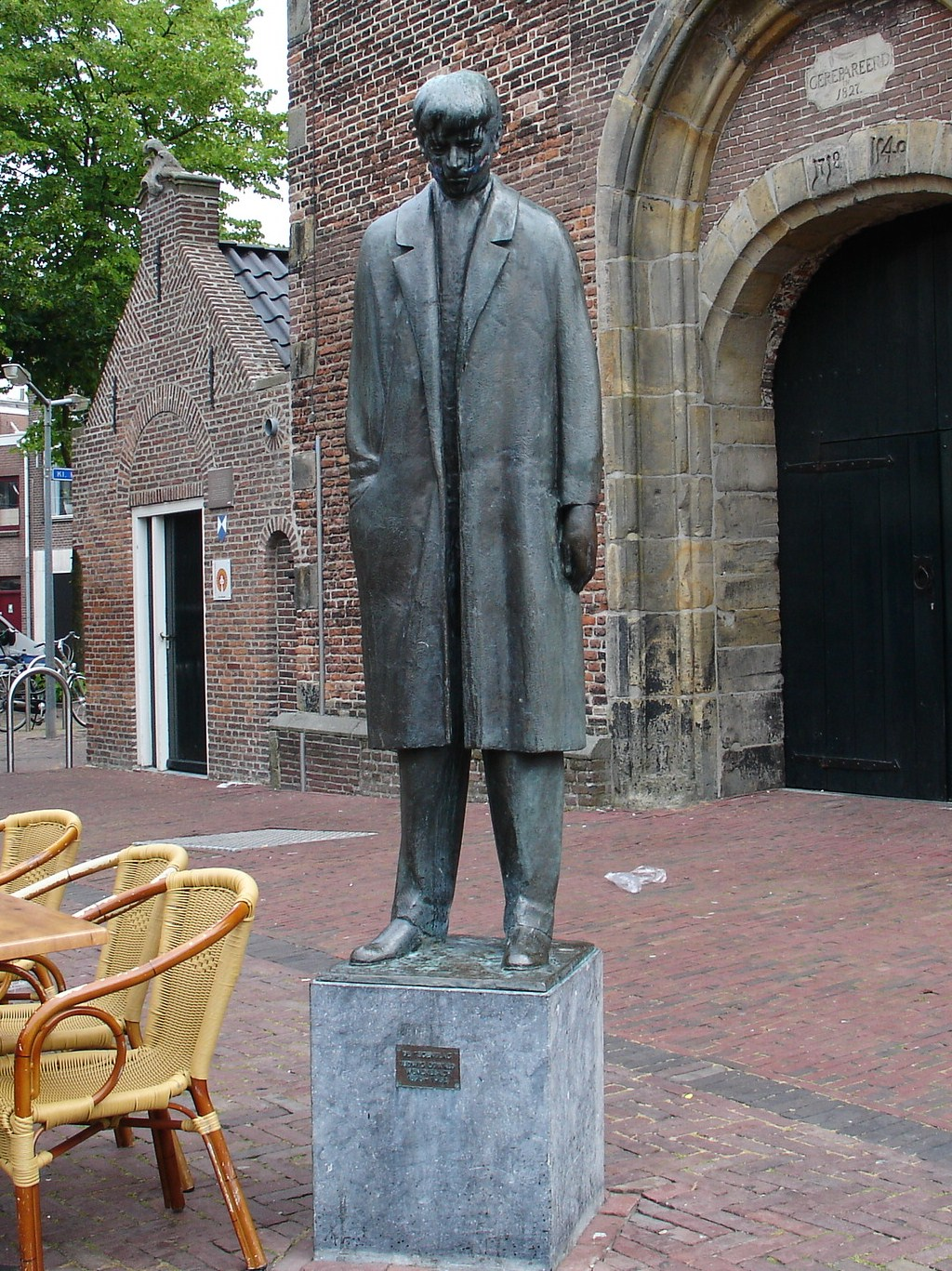
De Tegenslag, 2003, Meppel